# Пещерско македонско благотворително братство
Пещерското македонско благотворително културно-просветно братство „Гощанов“ е организация на бежанците от областта Македония, установили се в Пещера.

## История
На Първия македонски конгрес, провел се в София на 19 – 28 март 1895 година, е основана Македонската организация, която бързо започва да образува клонове в цялата страна. Основано е и дружество в Пещера, което участва активно в дейността на Организацията. На 25 юни 1895 година председател на новоучреденото Пещерско македоно-одринско дружество става Михаил Такев.
На Втория конгрес от 3 до 16 декември 1895 година делегат е Михаил Такев, на Третия конгрес от 3 до 11 ноември 1896 година делегат е Никола Наумов, на Петия конгрес от 26 до 29 юли 1898 година делегат е Александър Людсканов, на Шестия конгрес от 1 до 5 май 1899 година делегат е Коста Шахов, на Седмия конгрес от 30 юли до 5 август 1900 година делегат е Тодор Кърбларов и на Осмия конгрес от 4 до 7 април 1901 година делегат е Андрей Ляпчев.
След Първата световна война дружеството е възстановено като благотворително братство, част от Съюза на македонските емигрантски организации. Братстото носи името на Димитър Гощанов. На 8 януари 1926 година е избрано ново настоятелство на братството в състав Никола Благинов (председател), Марин Анг. Гарджев (секретар касиер), членове съветници са Велик Сивков, Димитър Кръстев и Димитър Кирцадов.